# Association au service de l'action humanitaire
 (octobre 2015).
Si vous disposez d'ouvrages ou d'articles de référence ou si vous connaissez des sites web de qualité traitant du thème abordé ici, merci de compléter l'article en donnant les références utiles à sa vérifiabilité et en les liant à la section « Notes et références ».
L'Association au service de l'action humanitaire (ASAH), fondée en 1996, est une organisation non gouvernementale basée sur le bénévolat pour faciliter l'action et la collaboration entre les acteurs de solidarité en France et dans le monde. ASAH est membre de Coordination Sud.

## Formation de l'association
En France, le nombre d'associations humanitaires est de plusieurs milliers, dont environ 800 associations de solidarité internationale (ASI) officiellement répertoriées. Des collectifs se sont formés pour une meilleure coordination de leurs actions, une meilleure information du public et un poids plus important face aux institutions. Des responsables d'associations humanitaires chrétiennes constatent qu'ils mènent parfois le même type d'actions sans se connaître. Ils décident de créer une plate-forme d'échange et de partage pour communiquer, collaborer et ainsi accroître l'impact de leurs actions à but humanitaire et social.

## Organisation de salons
L'ASAH et le parc des expositions de Cergy-Pontoise ont mis en place en 2005 le premier salon national de l'humanitaire. En 2008, ASAH coorganise avec le collectif Humanis le Salon des solidarités les 6, 7 et 8 juin au Parc Floral de Paris. En 2010 le Salon des solidarités s'est déplacé au parc des expositions de la porte de Versailles.